# Hossmo distrikt
Hossmo distrikt är ett distrikt i Kalmar kommun och Kalmar län.
Distriktet ligger söder om Kalmar.

## Tidigare administrativ tillhörighet
Distriktet inrättades 2016 och utgörs av en del av det område som Kalmar stad omfattade före 1971, delen som före 1965 utgjorde Hossmo socken.
Området motsvarar den omfattning Hossmo församling hade vid årsskiftet 1999/2000.